# Медина, Бартоломе де
Бартоломе де Медина (исп. Bartolomé de Medina; 1527, Медина-де-Риосеко — 1581, Саламанка) — испанский теолог, доминиканец, представитель Саламанской школы. Считается основателем моральной теории пробабилизма.
Изучал теологию в Саламанском университете, ученик Франсиско де Виториа. Там же был преподавателем теологии. С 1576 года занимал «первую кафедру».
В комментариях к этическому разделу «Суммы теологии» Фомы Аквинского (Expositio sive scholastica commentaria in D. Thomae Aquinatis, 1577) заложил основу моральной системы пробабилизма, заметив, что при наличии какого-либо вероятного мнения можно ему следовать, хотя противоположное мнение представляется более вероятным. Идеи получили развитие в трудах иезуитов, начиная с Габриэля Васкеса.

## Сочинения
- Commentarium in II—II, q. 32: De eleemosyna. 1572.
- Expositio sive scholastica commentaria in D. Thomae Aquinatis I—II, qq.1-114. 1577.
- Expositio sive scolastica commentaria in D. Thomae Aquinatis in III partis 59 priores qq., III. Sentt. complectentes. 1578.
- Breve instrucción de como se ha de administrar el sacramento de la penitenza sive Summa de casos de conciencie. 1580.